# Lubián
Pour le village en Pologne, voir Lubian.
Lubián est une municipalité espagnole de la communauté autonome de Castille-et-León et de la province de Zamora. En 2021, elle comptait 309 habitants.

## Lieux et monuments
- Tunnel de Padornelo-Lubián pour la ligne à grande vitesse de Galice.